# ゲオルギオス・ツァヴェラス
ゲオルギオス・ツァヴェラス（Georgios Tzavellas 、1987年11月26日 - ）は、ギリシャ・アテネ出身の元プロサッカー選手。元サッカーギリシャ代表。現役時代のポジションはDF。

## 経歴

### クラブ
AOKケルキラでプロキャリアをスタート。2008年1月、パニオニオスFCに移籍。
2010年6月3日、移籍金120万ユーロでアイントラハト・フランクフルトに移籍。加入後すぐにレギュラーに定着した。2011年3月12日のシャルケ04戦で移籍後初ゴールとなるスーパーロングシュートを決めた。4月8日、ヴェルダー・ブレーメン戦で左膝十字靱帯部分断裂の重傷を負い、2010–11シーズンの残りを棒に振った。
2012年1月31日、リーグ・ドゥのASモナコに移籍。2013年9月2日、PAOKテッサロニキに移籍。2017年1月21日、トルコのアランヤスポルに200万ユーロ＋ボーナスで移籍。2021年、AEKアテネFCに2年契約で移籍。2023年7月1日、ペンディクスポルに移籍。2023年9月11日、アトロミトスFCに移籍。

### 代表
2009年11月15日、2010 FIFAワールドカップ・ヨーロッパ予選のウクライナ戦で代表初招集。2010年5月11日、2010 FIFAワールドカップの暫定登録メンバーに選ばれたが、最終登録メンバーからは外れた。
2010年9月7日、UEFA EURO 2012予選・クロアチア戦でギリシャ代表デビュー。
UEFA EURO 2012、2014 FIFAワールドカップにも参加した。

## 代表歴

### 出場大会
- ギリシャ代表
  - 2014 FIFAワールドカップ

### 試合数
- 国際Aマッチ 50試合 3得点（2010年-2023年）[15]

| ギリシャ代表 | 国際Aマッチ | 国際Aマッチ |
| 年           | 出場        | 得点        |
| ------------ | ----------- | ----------- |
| 2010         | 3           | 0           |
| 2011         | 2           | 0           |
| 2012         | 3           | 0           |
| 2013         | 3           | 0           |
| 2014         | 2           | 0           |
| 2015         | 2           | 0           |
| 2016         | 8           | 2           |
| 2017         | 5           | 0           |
| 2018         | 3           | 0           |
| 2019         | 0           | 0           |
| 2020         | 5           | 0           |
| 2021         | 9           | 1           |
| 2022         | 3           | 0           |
| 2023         | 2           | 0           |
| 通算         | 50          | 3           |

### 得点
| # | 開催日         | 開催地       | 対戦国                   | スコア | 結果 | 試合概要                    |
| - | -------------- | ------------ | ------------------------ | ------ | ---- | --------------------------- |
| 1 | 2016年3月24日  | ピレウス     | モンテネグロ             | 1–0    | 2–1  | 親善試合                    |
| 2 | 2016年11月13日 | ピレウス     | ボスニア・ヘルツェゴビナ | 1–1    | 1–1  | 2018 FIFAワールドカップ予選 |
| 3 | 2021年6月3日   | ブリュッセル | ベルギー                 | 1–1    | 1–1  | 親善試合                    |